# دونالد بنت
دونالد بنت (انگلیسی: Don Bennett; ۱۴ سپتامبر ۱۹۱۰ – ۱۵ سپتامبر ۱۹۸۶) فرد نظامی اهل بریتانیا بود. وی همچنین برندهٔ جوایزی همچون نشان حمام، نشان امپراتوری بریتانیا و نشان الکساندر نوسکی شده‌است.